# Nérondes
Nérondes – miejscowość i gmina we Francji, w Regionie Centralnym, w departamencie Cher.
Według danych na rok 1990 gminę zamieszkiwało 1521 osób, a gęstość zaludnienia wynosiła 45 osób/km² (wśród 1842 gmin Regionu Centralnego Nérondes plasuje się na 259. miejscu pod względem liczby ludności, natomiast pod względem powierzchni na miejscu 267.).